# ACS Poli Timișoara
ACS Poli Timișoara war ein rumänischer Fußballverein aus Timișoara.

## Geschichte des Vereins

### Vorgeschichte
Der FC Politehnica Timișoara wurde im Jahr 1921 gegründet und spielte zwischen 1946 und 1997 über mehrere Jahrzehnte regelmäßig in der höchsten rumänischen Fußballliga, der Divizia A. Die größten Erfolge des Vereins war die Pokalsiege 1958 und 1980. Er war einer der beliebtesten Vereine des Landes.
Nach der rumänischen Revolution und der nachfolgenden Privatisierung der rumänischen Fußballvereine ging es mit „Poli“, wie der Verein genannt wird, stetig bergab. Nach dem Abstieg 1997 übernahm der Italiener Claudio Zambon den Verein, um ihn wieder ins Oberhaus zu führen. Stattdessen fand sich Poli im Abstiegskampf wieder. Nach einem Streit mit der Stadt Timișoara siedelte er den Klub nach Bukarest über.

### Neugründung

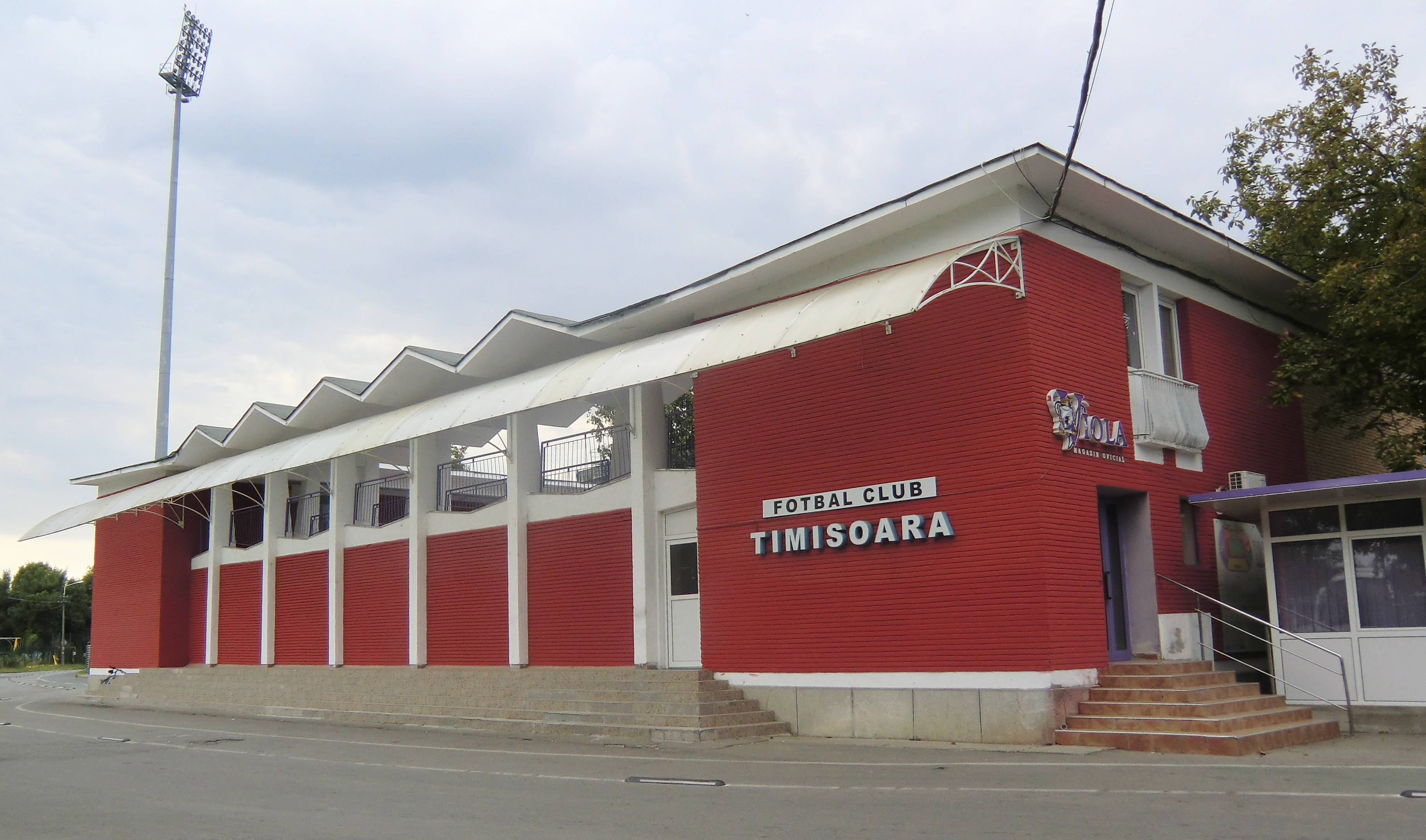
Das Vereinshaus des FC Timișoara 2010

Ein Jahr nach der Umsiedlung gelang dem Zweitligisten AEK Bukarest unter Trainer Stelian Gherman der Aufstieg in die Divizia A. Daraufhin entschied sich der frühere rumänische Nationalspieler Anton Doboș, Besitzer von AEK und ein ehemaliger Klassenkamerad Ghermans, seinen Verein nach Timișoara zu verlegen, da in Bukarest aufgrund der starken Konkurrenz kaum Zuschauer zu den Spielen kamen. Um in Timișoara das Interesse der Zuschauer zu wecken, änderte er den Vereinsnamen in Politehnica AEK Timișoara. Der neue Verein sollte die Tradition von Politehnica Timișoara fortsetzen und das Zuschauerinteresse übertraf die Erwartungen.
Nachdem der Verein sportlich erneut in Schwierigkeiten geraten war und in der Saison 2004/05 der Abstieg drohte, verkaufte Doboș Poli im Dezember 2004 an Balkan Petroleum, das den Vereinsnamen in FCU Politehnica Timișoara änderte, da der Zusatz AEK von Doboș gewählt worden war, weil er früher als Spieler für AEK Athen aktiv gewesen war. Balkan Petroleum investierte in neue Spieler und holte einige Zugänge vom Ligakonkurrenten FC Național Bukarest – inklusive Trainer Cosmin Olăroiu. Nach einer hervorragenden Rückrunde führte er die Mannschaft auf den 6. Platz, wurde schon im darauffolgenden Herbst von Gheorghe Hagi abgelöst und Balkan Petroleum investierte erneut etwa zehn Millionen Euro in neue Spieler. Trotz der großen Investitionen und vieler Trainerwechsel gelang es Poli bisher aber nicht, in die Spitze des rumänischen Fußballs vorzustoßen.
Die durch die Namenswahl und die violette Vereinsfarbe suggerierte Nähe des inzwischen in FCU Politehnica 1921 Știința Timișoara umbenannten Vereins zu seinem Vorgängerklub Politehnica Timișoara veranlasste die FIFA und den rumänischen Fußballverband FRF dazu, den Klub bis zum 30. Juni 2008 seinen Namen und seine Vereinsfarben ändern zu lassen. Seit dem 5. Juli 2008 hieß der Verein nun FC Timișoara. Wegen des Beibehaltens der violetten Trikots wurde der FC allerdings wie angedroht mit einem Sechs-Punkte-Abzug für die Saison 2008/09 bestraft. Die Entscheidung rief Auseinandersetzungen zwischen mehr als tausend Fans des Vereins und der Polizei hervor.
In einer Berufungsverhandlung vor dem Sportgericht CAS wurde der Sechs-Punkte-Abzug am 11. Juni 2009 wieder aufgehoben, wodurch der Verein für die 3. Qualifikationsrunde der UEFA Champions League 2009/10 qualifiziert war. Dort bezwang er überraschend den amtierenden UEFA-Pokal-Sieger Schachtar Donezk und trat in den Play-off-Spielen gegen den deutschen Verein VfB Stuttgart an. Hier konnte man sich jedoch durch ein 0:2 im Hinspiel und ein 0:0 im Rückspiel in Stuttgart nicht durchsetzen und verpasste somit die Gruppenphase.

### Rückgewinnung der Historienrechte
In einem am 24. Februar 2011 veröffentlichten Gerichtsurteil eines rumänischen Zivilgerichts wurde entschieden, dass der in Bukarest spielende Verein FC Politehnica Timișoara im Besitz von Claudio Zambon rechtlich nicht der Nachfolger von Politehnica Timișoara ist, sondern der von Marian Iancu geführte Verein diese Rechte besitzt. Der Bukarester Verein wurde infolge dieses Verfahrens rückwirkend aufgelöst. Die Möglichkeit gegen dieses Urteil Berufung einzulegen wurde nicht wahrgenommen. Daraufhin kündigte Marian Iancu an, dass sein Verein zu der ursprünglichen Bezeichnung FC Politehnica Timișoara zurückkehren werde. Zivilrechtlich war diese Umbenennung vollzogen, eine sportrechtliche Rückkehr zum ursprünglichen Namen ist während des laufenden Ligabetriebs jedoch nicht möglich. Diese war für den Beginn der neuen Saison 2011/2012 vorgesehen. Allerdings trug der von Marian Iancu geführte Verein seit der Rückrunde bereits wieder das ursprüngliche Vereinswappen und sowohl auf der offiziellen Internetpräsenz als auch auf den offiziellen Spieltrikots den Namen Politehnica Timișoara.
Die Historie des Vereins umfasste nun:
In Liga 1: 1.320 Spiele, 498 Siege, 316 Unentschieden, 506 Niederlagen, bei einem Torverhältnis von 1.746:1.823 und 1.312 Punkten.
Zusätzlich dazu noch zwei rumänische Pokalsiege (1958, 1980), sechs verlorene Pokalfinals (1974, 1981, 1983, 1992, 2007, 2009) und zwei Vizemeister-Titel (2009, 2011) (Stand 31. Oktober 2011).

### Auflösung und Neugründung
Der rumänische Fußballverband Federația Română de Fotbal verweigerte dem FC Timișoara wegen Schulden beim  rumänischen Staat und beim portugiesischen Fußballverein Benfica Lissabon die Lizenz. Gegen das von der UEFA bestätigte Urteil legte der Verein Berufung beim Internationalen Sportgerichtshof (CAS) ein, welche im Juli 2011 abgewiesen wurde. Der Lizenzentzug hatte einem Zwangsabstieg des rumänischen Vizemeisters aus der ersten in die Liga II zur Folge. Die Saison 2011/12 schloss der Klub auf dem ersten Platz ab, verzichtete aber auf den Aufstieg, da noch nicht alle Schulden beglichen worden waren.
Der Verein wurde 2012 aufgelöst. Kurze Zeit später wurde er als ACS Poli Timișoara wiedergegründet und spielte wieder in Liga II. Ein Jahr später nach dem Ende der Saison 2012/13 stieg der Verein wieder in die Liga 1 auf. Der Klassenerhalt gelang dort jedoch nicht, sodass Poli in der Saison 2014/15 wieder in der Liga II spielte. Der Verein schaffte jedoch den sofortigen Wiederaufstieg in die Liga I. In der Saison 2017/18 stieg der Verein als Vorletzter in die Liga II ab.

## Spieler
- Marián Čišovský (2008–2011)
- Ianis Zicu (2010–2011, 2015–2016)

## Ehemalige Trainer
- Stelian Gherman (Oktober 2002 bis März 2003)
- Gheorghe Mulțescu (2003, 2004)
- Alin Artimon (Herbst 2004, 23. Oktober 2006 bis März 2007)
- Cosmin Olăroiu (Ende 2004 bis November 2005)
- Gheorghe Hagi (November 2005 bis Mai 2006)
- Iosif Rotariu (Juni 2006, März 2007)
- Sorin Cârțu (Sommer 2006 bis Oktober 2006)
- Valentin Velcea (25. März 2007 bis 26. November 2007, 1. Juni 2009 bis 28. Juni 2009, 4. August 2011 bis Juni 2012, August 2012 bis Oktober 2013)
- Dušan Uhrin junior (26. November 2007 bis Dezember 2008, Dezember 2010 bis Juli 2011)
- Gavril Balint (29. Dezember 2008 bis 1. Juni 2009)
- Ioan Sabău (28. Juni 2009 bis Mai 2010)
- Vladimir Petrović (2010 bis September 2010)
- Cosmin Contra (September 2010 bis Dezember 2010)
- Aurel Șunda (seit Oktober 2013)

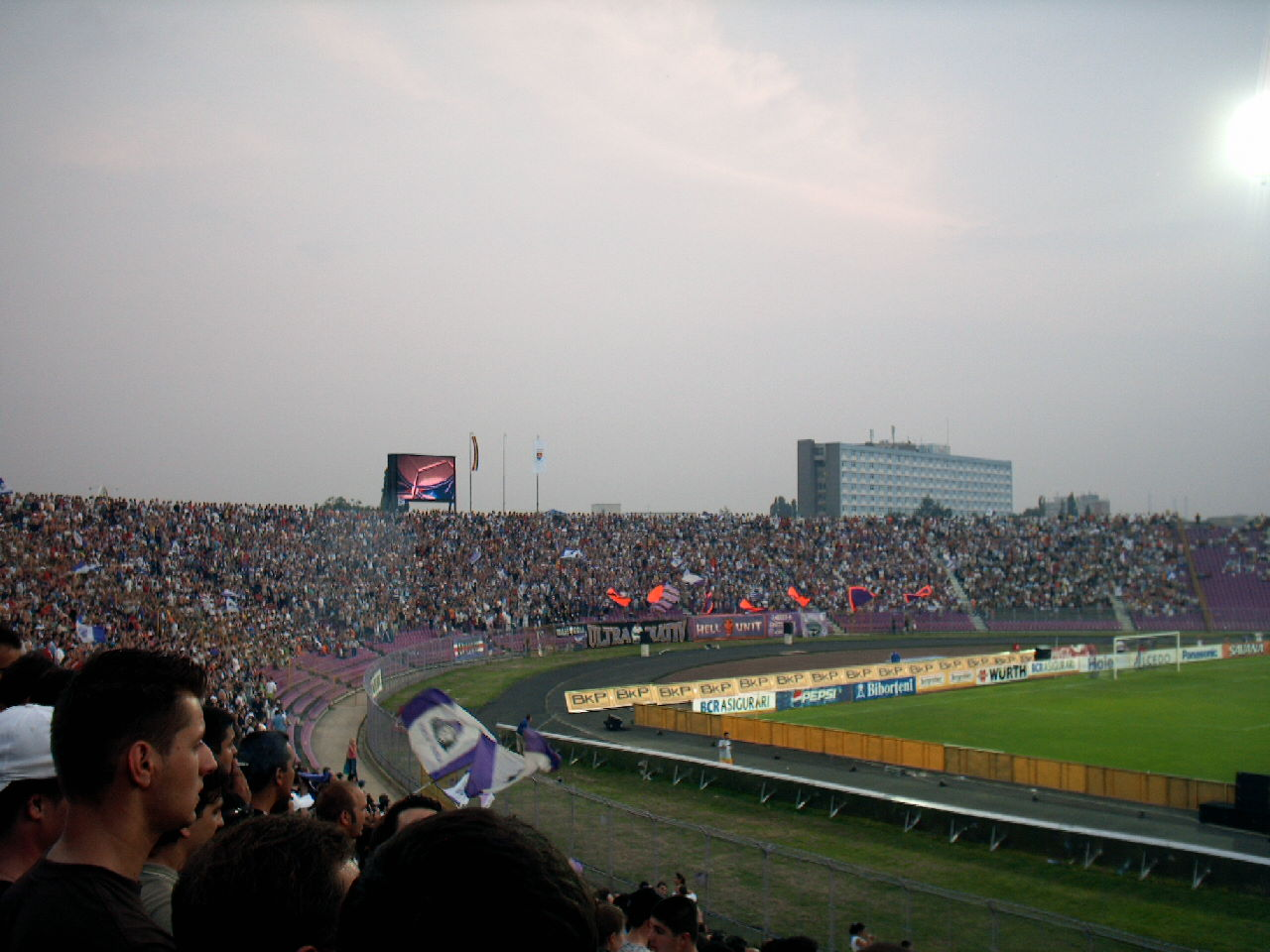
Poli gegen Juventus vor dem Spiel

## Erfolge

### Meisterschaft
In der Liga 1 gab es folgende Erfolge:
- 2. Platz: 2009, 2011

### Rumänischer Pokal
Beim Cupa României sah es wie folgt aus:

#### Finalteilnahmen
- 2007 • 0 – 2 gegen Rapid Bukarest
- 2009 • 0 – 3 gegen CFR Cluj

### Europapokalbilanz
| Saison  | Wettbewerb            | Runde                  | Gegner                | Gesamt    | Hin     | Rück    |
| ------- | --------------------- | ---------------------- | --------------------- | --------- | ------- | ------- |
| 2008/09 | UEFA-Pokal            | 1. Runde               | FK Partizan Belgrad   | 1:3       | 1:2 (H) | 0:1 (A) |
| 2009/10 | UEFA Champions League | 3. Runde               | Schachtar Donezk      | (a)2:2(a) | 2:2 (A) | 0:0 (H) |
| 2009/10 | UEFA Champions League | Play-offs              | VfB Stuttgart         | 0:2       | 0:2 (H) | 0:0 (A) |
| 2009/10 | UEFA Europa League    | Gruppenphase           | Ajax Amsterdam        | 1:2       | 0:0 (A) | 1:2 (H) |
| 2009/10 | UEFA Europa League    | Gruppenphase           | Dinamo Zagreb         | 2:4       | 0:3 (H) | 2:1 (A) |
| 2009/10 | UEFA Europa League    | Gruppenphase           | RSC Anderlecht        | 1:3       | 0:0 (H) | 1:3 (A) |
| 2010/11 | UEFA Europa League    | 3. Qualifikationsrunde | Myllykosken Pallo -47 | 5:4       | 2:1 (A) | 3:3 (H) |
| 2010/11 | UEFA Europa League    | Play-offs              | Manchester City       | 0:3       | 0:1 (H) | 0:2 (A) |

Gesamtbilanz: 16 Spiele, 2 Siege, 6 Unentschieden, 8 Niederlagen, 12:23 Tore (Tordifferenz −11)